# WASP-29
WASP-29とは、地球からほうおう座の方向に285光年 (87パーセク) 離れた位置に存在する連星系である。主星はK型主系列星で、赤色矮星である伴星は2021年に発見された。この星系は運動学的には銀河系の薄い円盤の中に位置している。主星は黒点活動が活発ではなく、X線フラックスが低い古い恒星である。
| 太陽 | WASP-29A  |
| ---- | --------- |
| 太陽 | Exoplanet |

## 惑星系
WASP-29の周囲を公転しているホット・サターンであるWASP-29bは2010年に発見された。この惑星の平衡温度は 960 ± 30 K である。惑星の大気には一酸化炭素が豊富に存在しているが、メタンやナトリウムの量は少ない可能性がある。ただし、WASP-29bの高く濃い雲層は詳細な分光観測を妨げている。
2018年の研究では、WASP-29のハビタブルゾーン内に仮に惑星が存在している場合、その惑星の軌道の安定性はWASP-29bによって大きく悪化することが判明した。
| 名称 （恒星に近い順） | 質量                  | 軌道長半径 （天文単位） | 公転周期 (日)  | 軌道離心率 | 軌道傾斜角           | 半径           |
| --------------------- | --------------------- | ----------------------- | -------------- | ---------- | -------------------- | -------------- |
| b                     | 0.243+0.020 −0.019 MJ | 0.0470±0.0025           | 3.92271218(25) | <0.059     | 89.468+0.018 −0.017° | 0.775±0.031 RJ |